# Калиев хлорид
Калиевият хлорид е химично съединение с формула KCl, сол на калия и хлора. В нормални условия представлява бял кристален прах или безцветни кристали без мирис. Солени на вкус, те много добре се разтварят във вода, докато в алкохол са практически неразтворими.
В природата се среща под формата на различни минерали:
- силвин (KCl)
- силвинит (NaCl·KCl)
- карналит (KCl·MgCl2·6H2O)
- каинит (KCl·MgSO4·3H2O)

Добива се директно като силвин или от смесените минерали, като най-често се използва различната разтворимост на солите във вода. Лабораторно може да се получи при неутрализация на калиева основа със солна киселина.
Използва се като минерален тор, богат на калий. Тъй като съдържа хлор, калиевият хлорид не се препоръчва при някои култури като картофи и пр., които са чувствителни към хлориди. Понякога се използва като заместител на готварската сол в диетологията. В медицината се приема под формата на таблетки при недостиг на калий. Служи като суровина за получаване на калий, калиева основа, калиев хлорат и др. Разтворите на калиевия хлорид във вода се използват в лабораторната практика за съхраняване на електроди, като електролит в електроди (3 M KCl). Използва се като източник на бета лъчение за калибрация на уреди, тъй като естествения калий съдържа 0,0118% от радиоактивния изотоп 40К.
1. ↑  chem.libretexts.org //   Посетен на 25 януари 2019 г.